# کاری لایتینن
کاری لایتینن (فنلاندی: Kari Laitinen؛ زادهٔ ۹ آوریل ۱۹۶۴) بازیکن هاکی روی یخ اهل فنلاند بود.